# Siergiej Abdrachmanow
Siergiej Rafitowicz Abdrachmanow (ros. Сергей Рафитович Абдрахманов; ur. 2 lutego 1990 w Miassie) – rosyjski wspinacz sportowy. Specjalizował się we wspinaczce na czas. Mistrz Europy z austriackiego Imst z 2010. W Xining 13 października 2012 podczas zawodów wspinaczkowych Pucharu Świata ustanowił rekord świata na czas wynikiem 5,98 s.

## Kariera sportowa
W 2009 chińskim zdobył srebrny medal mistrzostw świata we wspinaczce na czas na normalnej 15 m ścianie wspinaczkowej.
W 1993 w austriackim Imst wywalczył tytuł mistrza Europy we wspinaczce sportowej, w konkurencji na czas, w finale pokonał rodaka Stanisława Kokorina.
Wielokrotny uczestnik, prestiżowych, elitarnych zawodów wspinaczkowych Rock Master we włoskim Arco.
Rekord świata
- 5,98 – Puchar świata we wspinaczce sportowej 2012 – Xining (CHN) - 13 października 2012[1]

## Osiągnięcia

### Mistrzostwa świata
| Konkurencje         | 2009 | 2011 | 2012 |
| Wsp. na czas        | 2    | 8    | 16   |
| Wsp. na czas h=10 m | 4    | —    | —    |

### Mistrzostwa Europy
| Konkurencje  | 2008 | 2010 |
| Wsp. na czas | 5    | 1    |

### Rock Master
| Konkurencje  | 2010 | 2012 |
| Wsp. na czas | 5    | 6    |